# Bataille d'Åsle
La bataille d'Åsle ou bataille de Falköping se déroule le 24 février 1389 près de la ville de Falköping, en Suède. Elle oppose les troupes de la reine Marguerite de Danemark, commandées par Henrik Parow, à celles du roi Albert de Suède. Ce dernier et son fils Éric de Mecklembourg sont vaincus et faits prisonniers.

## Déroulement
Marguerite de Danemark est nommée régente de Suède le 22 mars 1388. Le roi Albert réagit en faisant appel aux bourgeois de Stockholm avant de se rendre en Allemagne pour y lever des troupes. Pendant ce temps, les forces suédoises de Marguerite entament le siège de la forteresse d'Axevalla, entre Skara et Skövde, sans parvenir à forcer à la reddition sa garnison allemande. L'armée de Marguerite finit par s'éloigner en ne laissant qu'une petite force dirigée par Nils Svarte Skåning pour poursuivre le siège.
Albert revient en Suède le jour de l'an 1389. C'est probablement à Kalmar qu'il effectue son débarquement, à la tête d'un millier de chevaliers vétérans. Il dépasse Rumlaborg (sv), près de Jönköping, mais fait demi-tour à Axvall, en apprenant que l'armée danoise de Marguerite est en train de remonter Nissastigen (sv), la route entre Halmstad et Jönköping. Cette armée compte environ 1 500 hommes, avec à leur tête le Mecklembourgois Henrik Parow.
Les deux armées se rencontrent le 24 février près du village d'Åsle (en), à une dizaine de kilomètres à l'est de Falköping. D'après la Rimkrönika (sv), la bataille coûte la vie à vingt chevaliers allemands et huit chevaliers danois et suédois. Henrik Parow est au nombre des victimes, mais ce sont néanmoins ses troupes qui emportent la victoire. Le roi Albert et son fils Éric de Mecklembourg sont faits prisonniers, tout comme l'évêque de Skara Rodolphe (en) et plusieurs chevaliers. Ces prisonniers sont conduits à la forteresse de Bohus, où Marguerite libère l'évêque Rodolphe et rançonne les chevaliers. Albert et Éric restent quant à eux captifs jusqu'en 1395, lorsque Albert accepte d'abdiquer en faveur de Marguerite au château de Lindholmen.